# Жан Якобі

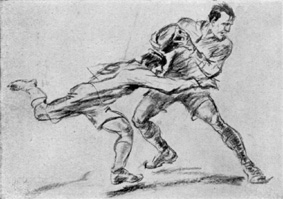
Малюнок «Регбі» Якобі, що завоював золоту медаль 1928 року

Жан Люсьєн Ніколя Якобі (Jean Jacoby) (26 березня 1891, Люксембург — 9 вересня 1936, Мюлуз) — люксембурзький художник. Володар Олімпійських золотих нагород у змаганнях з мистецтва 1924 і 1928 років, що зробило його найбільш успішним художником-олімпійцем.

## Біографія
У 1912–1918 роках Якобі працював художником в одній з церков Вісбадена (Німеччина). Пізніше повернувся до Страсбурга, де став директором друкарні. З 1926 до 1934 року працював у Страсбурзі газетним художником-ілюстратором для німецького видавництва «Ульштайн». Темою його малюнків нерідко був спорт.
Брав участь від Люксембургу в Олімпійських іграх в 1924 в Парижі (Франція), де здобув золоту нагороду на конкурсі мистецтв (номінація — живопис), та на Іграх 1928 року в Амстердамі (Нідерланди) переможець на конкурсі мистецтв (номінація — малюнки та акварелі).
У 1934 році Жан Якобі переїхав до Мюлуз (Ельзас), де через два роки помер від інфаркту.
За його роботами в Люксембурзі вийшли поштові марки для літніх Олімпійських ігор 1952 року.